# Розенбаум, Вильгельм
Вильгельм Карл Йоханнес Розенбаум (нем. Wilhelm Karl Johannes Rosenbaum; 27 апреля 1915, Пренцлауэр-Берг, Берлин, Германская империя — 4 апреля 1984, Гамбург, ФРГ) — немецкий офицер, унтерштурмфюрер СС, военный преступник. В 1968 году был приговорён гамбургским судом к пожизненному заключению.

## Биография
Вильгельм Розенбаум родился 27 апреля 1915 года в семье служащего магистрата Петера Розенбаума. Мать Вильгельма скончалась, когда ему был один год. В 1917/1918 году его отец женился во второй раз. С 1921 по 1926 год посещал народную школу, после чего перевелся в реальное училище, которое в 1931 году покинул с плохой успеваемостью. 
Осенью 1930 года стал членом Гитлерюгенда. 1 февраля 1932 года был зачислен в Штурмовые отряды (СА). С 28 ноября 1932 года учился в спортивной школе СА в Прендене. 27 апреля 1933 года на свой 18-й день рождения вступил в НСДАП. С 9 мая по 3 августа посещал имперскую школу добровольной трудовой службы. 5 августа 1933 года был принят в Германский трудовой фронт. С весны 1933 по осень 1934 года различными способами зарабатывал себе на жизнь. С 1 ноября 1934 года и до октября 1935 года служил в 12-м пехотном полку рейхсвера в Дессау-Хальберштадт. При посредничестве штурмовых отрядов (СА) 1 ноября 1935 года поступил на службу в качестве клерка в Главное управление СС, где оставался до 7 декабря 1935 года. По рекомендации своих коллег покинул штурмовые отряды и 1 июля 1936 года был зачислен в ряды СС. 1 мая 1936 года был принят в главное управление полиции безопасности в отдел I (администрация и правовые вопросы) в качестве сотрудника полицейского управления и должен был выполнять работу в качестве регистратора подразделений I G и I H (вопросы оружия и конфискации).
После начала Польской кампании Розенбаум был назначен инспектором полиции безопасности в Оппельне. Впоследствии в звании обершарфюрера СС служил в подразделении Отто Зенса, в котором принимал участие в борьбе с партизанами и подавлении восстаний в Оппельне, Ченстохове и Кракове. В Кракове состоял в расстрельной команде полиции безопасности под руководством гауптштурмфюрера СС Ганса Крюгера в 
Кракове. В ноябре 1939 года переведён в ведомство командира полиции безопасности и СД в Кракове Карла Эберхарда Шёнгарта. В декабре того же года стал руководителем хозяйственной части в школе полиции безопасности в Закопане под руководством Ганса Крюгера. В июле 1940 года был откомандирован в Бад-Рабку (ныне Рабка-Здруй в Польше). Розенбаум занял должность секретаря полиции. После перевода Крюгера в Краков он взял на себя руководство школой. С июня по осень 1941 года числился в айнзацкоманде специального назначения, специализированного батальона, проводившего массовые расстрелы в Галиции. Осенью 1941 года стал руководителем школы полиции безопасности и СД в Бад Рабке. На этой должности руководил эксплуатацией евреев и подневольных рабочих, а также организовывал массовые расстрелы. Кроме того, отличался особой жестокостью при личном обращении с пленниками. Он лично расстреливал людей, постоянно носил с собой кнут с металлическими вставками. Весной 1943 года вновь был отправлен в Краков, где некоторое время содержался под стражей за растрату еврейского имущества, а потом был переведён в ведомство командира полиции безопасности и СД в Зальцбурге. 2 января 1945 года вернулся в Бад-Рабку на свое прежнее место работы в качестве слушателя инспекторских курсов, однако 3 февраля 1945 года занятия пришлось прервать в связи с приближением фронта. 20 апреля 1945 года ему было присвоено звание унтерштурмфюрера СС.
В апреле 1945 года Розенбаум переехал из Зальцбурга в Зиммлинг, где пережил окончание войны. Впоследствии работал в сельском хозяйстве, управляющим на предприятии, транспортным рабочим и в других отраслях. В начале 1946 года вместе с женой переехал из советской зоны оккупации в Гамбург, где работал страховым агентом, частным детективом и коммивояжёром. В 1949 году открыл свой магазин кондитерских изделий и хотел будущего расширения в оптовой торговле данными товарами. Годовой оборот его фирмы составлял 1 300 000 немецких марок. 7 сентября 1961 года был арестован по подозрению в совершении военных преступлений. Предметом судебного разбирательства были как массовые, так и собственноручные убийства людей в Бад-Рабке. 15 августа 1968 года был приговорён земельным судом Гамбурга за убийство в 18 случаях к пожизненному тюремному заключению. 9 августа 1982 года был условно-досрочно освобождён. Умер в 1984 году.